# Eternal Ring
Eternal Ring (エターナルリング?, Etānaru Ringu) è un action RPG in prima persona sviluppato da FromSoftware nel 2000 per la console PlayStation 2. Pubblicato inizialmente in Giappone dalla stessa FromSoftware il 4 marzo 2000, il gioco è giunto in America grazie ad Agetec nell'ottobre dello stesso anno, mentre in Europa è stato pubblicato da Ubisoft nel dicembre 2000.
Eternal Ring è stato uno dei giochi di lancio della PlayStation 2.

## Modalità di gioco
Il giocatore assume il controllo di Cain Morgan, un giovane mago inviato sull'Isola di Non Ritorno per investigare sulla presenza di un artefatto leggendario noto come l'Anello Eterno.

## Critica
Eternal Ring è stato recepito tiepidamente. Il gioco detiene un punteggio medio del 62% su 13 recensioni secondo l'aggregatore di recensioni Metacritic, mentre GameRankings gli attribuisce una valutazione del 56,05% basata su 22 recensioni.
Il giornale giapponese Famitsu ha dato al gioco una valutazione di 25 punti su 40, apprezzandone la grafica e l'innovativo sistema di creazione degli anelli, ma rimarcando come il gioco sembri stato realizzato in maniera affrettata e che avrebbe potuto giovare di uno sviluppo più esteso e accurato. Ike Sato di GameSpot ha avuto pareri contrastanti sull'apparato grafico, criticando la resa piatta dei volti dei personaggi ma lodando le ambientazioni; ha inoltre indicato che, nonostante il gioco disponga di una buona trama, il protagonista Cain pecca di personalità e profondità di interazione con i suoi comprimari.